# 오키나와현 위령의 날

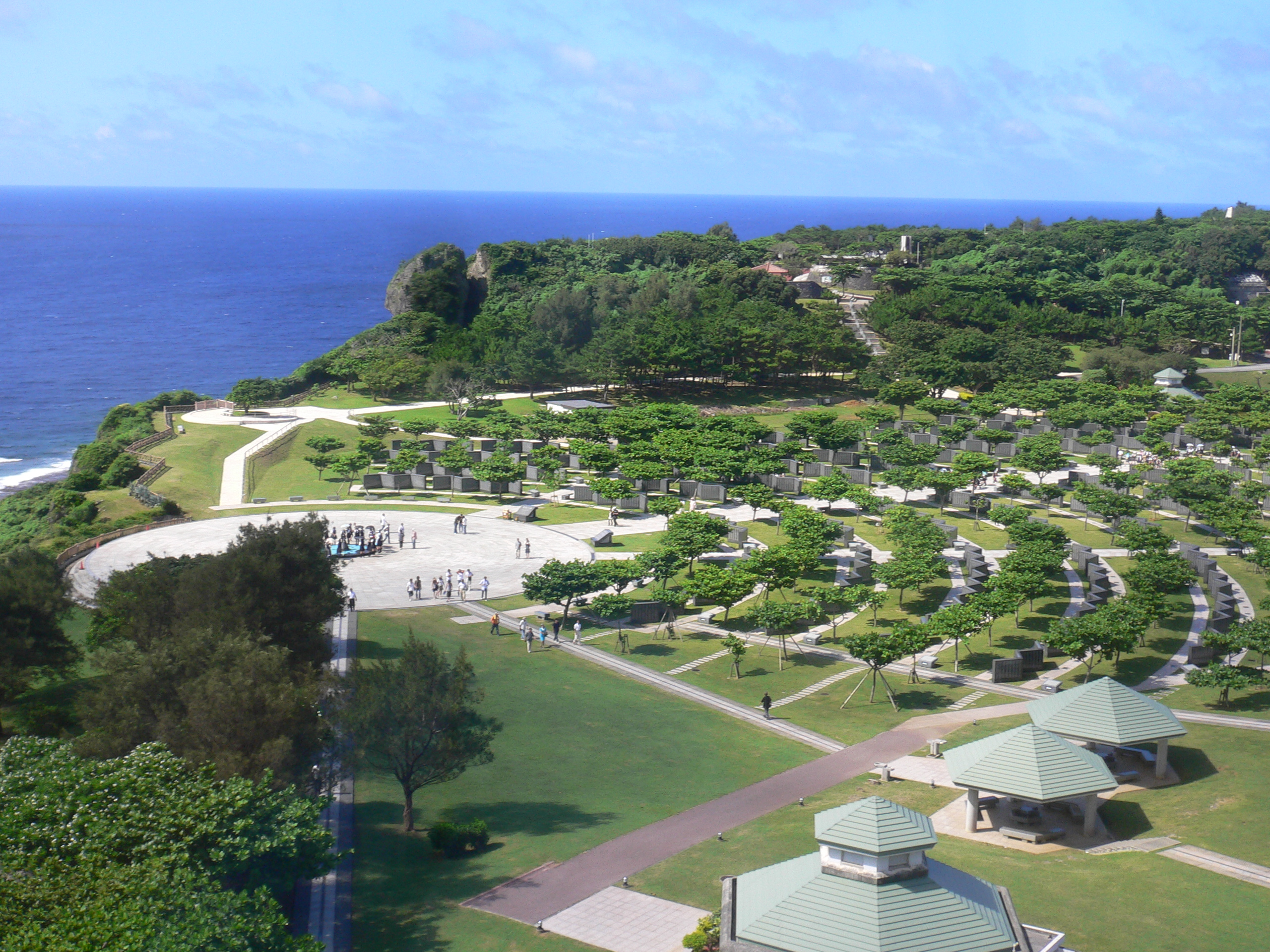
평화의 초석

위령의 날(일본어: 慰霊の日 이레이노히[*])은 오키나와현에서 제정한 기념일이다. 매년 6월 23일이다. 오키나와 전투 등의 전몰자를 추도하는 날로 정해져 있다.
오키나와현청 및 오키나와현내 시정촌 관공서의 휴일이기도 하다.
제2차 세계대전 종전 이후 16년만인 1961년(쇼와 36년), 오키나와 전몰자 위령봉찬회가 “전몰자 위령의 날”을 제정하도록 류큐정부에 진정하였다. 이후 류큐정부 입법원에서 “주민의 축제일에 관한 입법”을 심의하는 과정에서 23일이 아닌 22일을 “위령의 날”로 제정하고 다른 기념일들(류큐정부 창립기념일, 국제친선의 날, 평화의 날)과 함께 “주민의 축제일에 관한 입법”을 7월 24일 공포, 시행하였다.
1965년 3월 제28회 입법원의회에서 “주민의 축제일에 관한 입법의 일부를 개정하는 입법안”이 제출되어 행정법무위원회가 재조사 심의하여 위령의 날을 현재의 6월 23일로 개정하였다. 오키나와 반환 이후에는 1974년 “오키나와현 위령의 날을 정하는 조례”가 근거법률로서 제정되었다. 동 조례 제1조는 “우리 현이 2차대전에서 고귀한 생명, 재산, 문화유산을 많이 상실한 냉엄한 역사적 사실에 비추어, 이것을 엄숙하게 받아들여 전쟁에 의한 참화가 다시 일어나는 일이 없도록, 인류 보편의 염원인 항구적 평화를 희구하는 동시에 전몰자의 영을 위무하기 위함”이라고 이 기념일의 목적을 정의하고 있다.
당시 태자였던 아키히토는 아버지 히로히토가 생전에 오키나와 위령일에 행차하지 못했음에 관하여 “강한 생각”을 가지고 있었다. 1981년 8월 발표된 「말씀」에서 아키히토 태자는 “일본에서는 기억해야 하는 날이 네 가지 있다고 생각합니다. 종전기념일, 히로시마의 원폭의 날, 나가사키의 원폭의 날, 그리고 6월 23일 오키나와 전투 종결의 날입니다”라고 하였다. 상기 4개일은 “잊지 말아야 할 4가지 날”로서 일본 궁내청 웹사이트에 현재도 게재되어 있다.